# Université Heriot-Watt
Pour les articles homonymes, voir HWU.
L'université Heriot-Watt d'Édimbourg (en anglais : Heriot-Watt University ou HWU), est la huitième plus vieille université du Royaume-Uni. Son nom fait référence à George Heriot, ministre des Finances du roi Jacques VI d'Écosse au XVIe siècle, ainsi qu'à James Watt, célèbre inventeur du XVIIIe siècle. Depuis le 1er février 2006, la neurologue Susan Greenfield en est le Chancellor (chancelier). Les femmes furent admises à Heriot-Watt dès 1869.

## Situation actuelle
L'université Heriot-Watt est actuellement partagée entre cinq campus. Le campus principal est à Riccarton, un peu en dehors de l'agglomération d'Édimbourg. Les autres campus sont à Galashiels (Scottish Borders), à Stromness (Orcades), à Dubaï (Dubai Academic City) et à Kuala Lumpur (Malaisie).  
L'université accueille chaque année près de 17700 étudiants (environ 7000 à Riccarton) dont moins de la moitié sont écossais. En effet, plus de 11 000 étudiants, provenant de quelque 150 pays, sont en programme international. D'ailleurs, l'université Heriot-Watt est surtout réputée pour sa Business School et son Institute of Petroleum Engineering, deux départements qui dispensent des formations résolument ouvertes à l'international. Par ailleurs, le campus de Riccarton, particulièrement bien équipé en installations sportives, accueille le centre d'entrainement et de formation de l'équipe de football professionnelle des Heart of Midlothian qui évolue en première division écossaise.

## Relations internationales
Elle possède des campus au Royaume-Uni, à Dubaï et en Malaisie, ainsi que plus de 50 missions partenaires accréditées dans 30 pays du monde, dont la Russie. En 2001, le Petroleum Learning Centre a ouvert à Tomsk (Centre de formation et de recyclage des spécialistes du pétrole et du gaz) dans le cadre d’un projet conjoint de l’université polytechnique de Tomsk et de l’université Heriot-Watt.
Depuis janvier 2012, après avoir signé un protocole de coopération, l'université Heriot-Watt coopère avec l'École supérieure du pétrole de Bakou.

## Projets
Le Centre for Marine Biodiversity and Biotechnology participe au « The Changing Oceans Expedition » avec « Royal Research Ship James Cook »,.

## Alumni
The Watt Club a récemment célébré son 150e anniversaire, ce qui en fait la plus vieille association d'anciens élèves au Royaume-Uni. 

## Personnalités liées

### Anciens étudiants
Sauf précision, les personnalités suivantes sont britanniques. Les personnes sont listées par ordre alphabétique des patronymes.
- Sarah Boyack, femme politique
- Hope Ekudu, statisticienne, directrice de banque et administratrice ougandaise
- Maria Gordon, géologue, paléontologue et femme politique
- Muriel Spark, romancière
- Alison Suttie, femme politique
- Irvine Welsh, écrivain